# Ханьско-кочосонская война
Ханьско-кочосонская война (109—108 гг. до н. э.) — война между древнекитайской империей Хань и древнекорейским государством Чосон.

## Предыстория
В 194 году до н. э. власть в Чосоне захватил выходец из Китая Виман. С этого времени между древним Китаем и древним Чосоном установились мирные отношения на основе формального вассалитета. Соглашением предусматривалось, что Чосон обязуется охранять пограничные земли Китая от набегов варварских племён, но в то же время не должен препятствовать свободному сношению вождей этих племён с Китаем.
Ко времени правления в Чосоне вана Уго — внука Вимана — отношения Чосона с Китаем резко обострились, и соглашение о вассалитете практически не выполнялось. Уго не только ни разу не являлся ко двору императора, но пресекал всякие попытки связи с Китаем соседних племён, а также принимал много китайских беженцев и поддерживал связи с сюнну.
В 109 году до н. э. китайский император У-ди направил в Чосон посла Шэ Хэ с целью восстановить соглашение о вассалитете, однако китайские домогательства были отвергнуты ваном Уго. Тогда китайцы решили спровоцировать конфликт. На обратном пути, достигнув границы на реке Пхэсу, Шэ Хэ вероломно убил начальника чосонского эскорта Чана, в награду за что был назначен наместником на Ляодуне. Возмущённый Уго тут же направил в поход на Ляодун отряд войск и расправился с Шэ Хэ. Так у ханьского Китая появился повод для войны.

## Боевые действия в 109 году до н. э.
Осенью У-ди двинул на Чосон большую армию, которая, однако, потерпела ряд поражений, после которых У-ди отправил к Уго посла. Уго принял мирные предложения, и в знак доброй воли передал китайцам 5 тысяч лошадей и военное снаряжение, а также отправил к китайскому двору наследника. Однако направлявшийся в Китай наследник на пограничной реке Пхэсу заподозрил угрозу со стороны китайских полководцев и переговоры были сорваны.

## Боевые действия в 108 году до н. э.
Военные действия возобновились, и китайские войска осадили столицу Чосона — Вангомсон. Летом, в ходе осады, ван Уго был убит, возглавившего после него оборону Сонги постигла та же участь, и в конце концов столица пала.

## Итоги
Государство Чосон было аннексировано Ханьским Китаем, на завоёванной территории были образованы четыре ханьских округа.